# Hessenkampfbahn
Die Hessenkampfbahn ist ein Fußball- und Leichtathletikstadion in Kassel. 

## Lage und Ausstattung
Die Hessenkampfbahn befindet sich im Kasseler Stadtteil Südstadt nördlich der Karlsaue und der Orangerie sowie direkt westlich der Fulda und der darüber verlaufenden Drahtbrücke. Das Fassungsvermögen liegt heute bei 6000 Plätzen. Auf der Haupttribüne befinden sich rund 1500 unüberdachte Sitzplätze. Die Spielfläche besteht aus Naturrasen und ist von einer Leichtathletiklaufbahn umgeben. Das gesamte Stadion ist von einer Hecke aus Hainbuchen umgeben.

## Geschichte
In den 1920er Jahren kam auch in Kassel der Wunsch nach einem Sportstadion auf, da die Sportplätze der lokalen Vereine zu klein wurden. Schließlich wurde der Bau der Hessenkampfbahn beschlossen, bei dem man sich am Hindenburgstadion in Hannover orientierte. Das Stadion wurde schließlich am 2. Mai 1926 mit einem Sportfest eröffnet. Das ursprüngliche Fassungsvermögen lag bei 7000 Plätzen, davon 2000 unüberdachte Sitzplätze. Später wurde die Hessenkampfbahn auf 20.000 Zuschauerplätze erweitert. Die Hessenkampfbahn erwarb sich insbesondere in der Leichtathletik einen Ruf als „schnellste Bahn Deutschlands“ bzw. als „Rekordstadion“. So lief die 4-mal-100-Meter-Staffel des Karlsruher FC Phönix in der Hessenkampfbahn einen deutschen Rekord.
Die Hessenkampfbahn verfügte zu keiner Zeit über einen Fußballverein, der das Stadion als permanente Heimspielstätte nutzte. Vor dem Zweiten Weltkrieg spielte gelegentlich der SV Kurhessen Kassel und der SV Hessen Kassel  in der Hessenkampfbahn. Von 1958 bis 1960 spielte der BC Sport Kassel sowie von 1960 bis 1968 der CSC 03 Kassel im Stadion. Auch der KSV Hessen Kassel nutzte gelegentlich das Stadion für Freundschaftsspiele, u. a. gegen Cheltenham Town sowie für die eigene zweite Mannschaft.
Durch die zentrale Lage Kassels wurde in den 1930er und 1940er Jahren einige Endrundenspiele um die deutsche Fußballmeisterschaft in der Hessenkampfbahn ausgetragen. 1934 sahen 15.000 Zuschauer ein torloses Unentschieden zwischen Borussia Fulda und dem Dresdner SC. Zwei Jahre später konnte der FC Hanau 93 vor 10.000 Zuschauern Fortuna Düsseldorf mit 5:1 schlagen. Die Hanauer verloren 1938 vor 5000 Zuschauern mit 1:3 gegen Hannover 96. 1940 verfolgten 17.000 Zuschauer die 2:5-Niederlage des CSC 03 Kassel gegen den FC Schalke 04. Drei Jahre später wurde der Zuschauerrekord in der Hessenkampfbahn aufgestellt. Am 2. Mai 1943 sahen 20.000 Zuschauer das Spiel vom Spielverein 06 Kassel gegen Schalke und sahen einen 8:1-Sieg der Gäste.
Im Jahre 1941 fand das Endspiel um die deutsche Meisterschaft im Feldhandball in der Kasseler Hessenkampfbahn statt. 8000 Zuschauer sahen am 29. Juni einen 9:7-Sieg des SV Polizei Hamburg gegen den MSV Hindenburg Minden. Im Rahmen des Hessentag 1964 fand ein Fußballturnier statt. Heute wird American Football in dem Stadion gespielt. Die Kassel Titans tragen in der Saison 23/24 ihre Regionalliga-Heimspiele aus. Außerdem wird die Hessenkampfbahn regelmäßig für den Schulsport genutzt.